# Concessione internazionale
In diritto internazionale, la Concessione Internazionale è la sostituzione, su una porzione di territorio, dell'autorità di uno Stato straniero a quella del Governo locale. Lo Stato concedente conserva la sovranità sul territorio in concessione ma rinuncia all'esercizio del suo potere di governo.
Un esempio furono le concessioni degli Stati europei in Cina, dopo la rivolta dei Boxer nel 1901.